# 스타테로스기
스타테로스기(Statherian)는 고원생대의 마지막 기(紀)이다. 그리스어로 안정된을 의미하는 statheros에서 유래한다. 18억 년 전부터 16억 년 전 사이의 기간에 해당한다. 이 기간 동안 진핵생물이 최초로 등장하였으며, 새로운 대륙붕 및 습곡의 형성이 이 시기의 주요 특징이다. 이 기 초기에는 초대륙 콜롬비아가 형성되었다.

## 한국

### 농거리, 내덕리 화강암
윤현수(1991)는 강원특별자치도 영월군 상동읍에 분포하는 농거리 화강암과 내덕리 화강암의 백운모에 대해 칼륨-아르곤 연대 측정을 실시하여, 농거리 화강암은 1736.3±16.5~1776.7±31 Ma (17억 3천~7천만년 전), 내덕리 화강암은 1772.9±17.9~1787±19.1 Ma (17억 7천~8천만년 전)의 절대 연령을 보고하였다.

### 율리층군
스즈키와 아다치(1994)는 율리층군의 편마암에서 1720±50 Ma (고원생대 스타테로스기)의 모나자이트 CHIME 연대를 보고하였다.

## 같이 보기
- 고원생대
  - 오로세이라기